# 统计力学教科书列表
这是一个统计力学重要教科书的列表，以出版年代排序：

## 统计力学综论及平衡态统计力学
- 约西亚·威拉德·吉布斯编著的《热力学基本原理》（Gibbs, Josiah Willard. . New York: Charles Scribner's Sons. 1902.）
- 埃伦费斯特夫妇合著的《统计力学的基础概念》（Ehrenfest, Paul and Tatiana. . 1912.）
- 拉尔夫·福勒编著的《统计力学：平衡态物质特性理论》（Fowler, R. H. . Cambridge: University Press. 1929.）
- 理查德·托尔曼编著的《统计力学原理》（Tolman, Richard C. . New York: Dover. 1979. ISBN 0-486-63896-0.）
- 列夫·达维多维奇·朗道及叶夫根尼·利夫希茨合著的《理论物理学教程·统计力学I》（Landau, Lev Davidovich; and Lifshitz, Evgeny Mikhailovich. .）
- 亚历山大·欣钦（英语：Aleksandr Khinchin）编著的《统计力学的数学基础》（Khinchin, Aleksandr Ya. . 1943.）
- 阿诺·索末菲编著的《热力学与统计力学》（ Sommerfeld, Arnold; ed: F. Bopp, J. Meixner. . 1952.）
- 德克·特哈尔（英语：Dirk ter Haar）编著的《统计力学原理》（ter Haar, Dirk. . London: Constable. 1954.）
- 黄克孙编著的《统计力学》（Huang, Kerson. . New York: Wiley. 1963. ISBN 0-471-41760-2.）
- 久保亮五编著的《统计力学》（Kubo, Ryogo;  et al. . Amsterdam: North-Holland. 1965. ISBN 0-444-10637-5.）
- 弗雷德里克·赖夫（Frederick Reif）编著的《统计物理及热学基础》（Reif, Frederick. . McGraw-Hill. 1965. ISBN 0-07-051800-9.）
- 查尔斯·基泰尔编著的《热学》（Kittel, Charles. . Chichester: Wiley. 1969. ISBN 0-471-49030-X.）
- 大卫·卢埃尔（英语：David Ruelle）编著的《统计力学：严谨的结果》（Ruelle, David. . New York: Benjamin. 1969. ISBN 0-8053-8361-1. ）
- 奥利弗·彭罗斯（英语：Oliver Penrose）编著的《统计力学的建立：一种演绎的处理方法》（Penrose, Oliver. . Oxford: Pergamon. 1970. ISBN 0-08-013314-2.）
- 弗朗茨·曼德尔编著的《统计物理》（Mandl, Franz. . Chichester: Wiley. 1971. ISBN 0-471-56658-6.）
- 拉吉·帕西利亚（英语：Raj Pathria）编著的《统计力学》（Pathria, R. K. . Oxford: Pergamon. 1972. ISBN 0-08-016747-0.）
- 唐纳德·麦奎里（Donald A. McQuarrie）编著的《统计力学》（McQuarrie, Donald A. . New York: Harper & Row. 1975. ISBN 0-06-044366-9.）
- P.T.兰茨贝格（P. T. Landsberg）编著的《热力学与统计物理》（Landsberg, P. T. . Oxford University Press. 1978. ISBN 0-19-851142-6.）
- 大卫·卢埃尔编著的《热力学的数学表述：经典平衡态统计物理的数学结构》（Ruelle, David. . Addison-Wesley. 1978. ISBN 0-201-13504-3.）
- 琳达·赖希尔（Linda E. Reichl）编著的《统计力学现代教程》（Reichl, Linda E. . London: Edward Arnold. 1980. ISBN 0-7131-2777-5. ISBN 0-7131-3517-4. ISBN 0-7131-2789-9. ISBN 0-292-75051-X. ISBN 0-292-75080-3.）
- 马上庚编著的《统计力学》（Ma, Shang-keng. . Singapore: World Scientific. 1985. ISBN 9971-966-06-9. ISBN 9971-966-07-7. ）
- J.R.瓦尔德拉姆编著的《热力学理论》（Waldram, J. R. . Cambridge: University Press. 1985. ISBN 0-521-28796-0.）
- 戴维·钱德勒编著的《现代统计物理导论》（Chandler, David. . Oxford University Press. 1987. ISBN 0-19-504277-8.）
- 威廉·胡佛（英语：William G. Hoover）编著的《计算统计物理》（Hoover, Wm. G.  (PDF). Elsevier. 1991  [2015-08-25]. ISBN 0-444-88192-1. （原始内容存档 (PDF)于2015-04-12）.）
- 迈赫兰·卡达尔（英语：Mehran Kardar）编著的《统计场论》（Kardar, Mehran. . Cambridge University Press. 2007. ISBN 978-0-521-87341-3.）
- 詹姆斯·塞特纳（James Sethna）编著的《统计物理：熵，序参量与复杂度》（Sethna, James. . Oxford University Press. 2006. ISBN 0-19-856677-8.）
- 罗杰·鲍利（Roger Bowley）与马里亚纳·桑切斯（Mariana Sanchez）合著的《统计力学导论》（Bowley, Roger and Sanchez, Mariana. . Oxford University Press. 2000. ISBN 978-0-19-850576-1.）
- 卡罗琳·凡弗利特（英语：Carolyne M. Van Vliet）编著的《平衡态与非平衡态统计力学》（Van Vliet, Carolyne M. . World Scientific Publishing Company. 2008. ISBN 978-981-270-477-1.）
- 卢卡·佩里提（Luca Peliti）编著的《统计力学概论》（Peliti, Luca. . Princeton University Press. 2011. ISBN 978-0-691-14529-7.）

## 分子运动论
- 路德维希·玻尔兹曼编著的《分子运动论专题讲座》（Boltzmann, Ludwig. . 1896, 1898. ）
- 叶夫根尼·利夫希茨及列夫·皮塔耶夫斯基合著的《理论物理学教程·物理动理学》（Lifshitz, E. M.; and Pitaevskii, L. P. .）
- 德米特里·祖巴列夫（Dmitry Zubarev）编著的《非平衡态统计热力学》（Zubarev, D. N. . New York: Consultants Bureau. 1974  [2015-08-25]. ISBN 978-0-306-10895-2. （原始内容存档于2015-10-19）.）
- 德米特里·祖巴列夫等人合著的《非平衡态过程统计力学：基础概念及分子运动论》（Zubarev, D. N.; Morozov V.; Ropke G. . John Wiley & Sons. 1996. ISBN 3-05-501708-0.）
- 德米特里·祖巴列夫等人合著的《非平衡态过程统计力学：弛豫过程及流体力学》（Zubarev, D. N.; Morozov V.; Ropke G. . John Wiley & Sons. 1997. ISBN 3-527-40084-2.）

## 量子统计力学
- 尼古拉·博戈柳博夫编著的《量子统计力学问题专题讲座》（Bogoliubov, N. N. . New York: Gordon and Breach. 1967–1970.）

- 尼古拉·博戈柳博夫及小尼古拉·博戈柳博夫合著的的《量子统计力学导论》（Bogoliubov, N. N.; N. N. Bogolubov, Jnr. . New York: Gordon and Breach. 1992. ISBN 2-88124-879-9.）